# 19315 Aizunisshinkan
19315 Aizunisshinkan este o planetă minoră (asteroid), cu un diametru de 3,718 km, din centura de asteroizi. A fost descoperită pe 7 noiembrie 1996 la Kitami Observatory⁠(d) de Kin Endate și a fost numită după Nisshinkan⁠(d). 
Obiectul prezintă o orbită caracterizată de o semiaxă mare de 2,3339781 UAi, o excentricitate de 0,15, o înclinație de 5,37546 ° în raport cu ecliptica.